# Lizzie Colvin
Pour les articles homonymes, voir Colvin et Holden.
Lizzie Colvin (épouse Holden) est une joueuse de hockey sur gazon irlandaise évoluant au poste de milieu de terrain au Belfast Harlequins et pour l'équipe nationale irlandaise.

## Biographie
- Naissance le 4 janvier 1990 dans le Comté d'Armagh.
- Épouse de Matthew Holden.

## Carrière
Elle a fait partie de l'équipe nationale pour concourir à la Coupe du monde 2018 à Londres.

## Palmarès
- : 2e à la Coupe du monde 2018.